# Johann Palisa

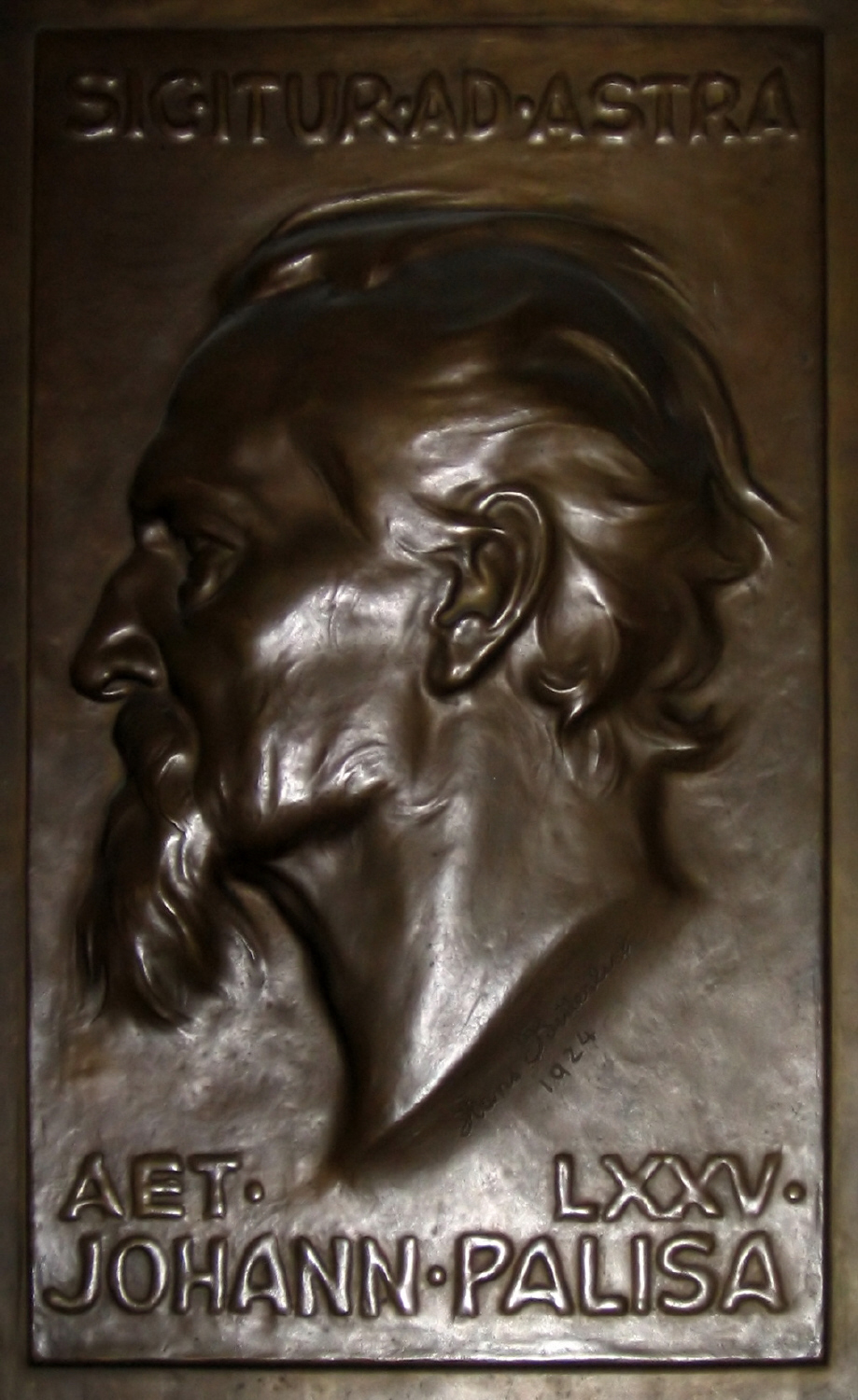
pamětní deska J. Palisy ve vídeňské hvězdárně

Johann Palisa (7. prosince 1848, Opava – 2. května 1925, Vídeň) byl rakouský astronom slezského původu, jenž vešel ve známost díky objevení 122 planetek a také díky vydání hvězdných map.

## Život
Narodil se jako nejstarší syn obchodníkovi s obilím Františkovi Palisovi a jeho manželce Kateřině. Maturitu úspěšně složil v roce 1866 na opavském gymnáziu, kde se již projevily jeho matematické schopnosti. Během studií matematiky a astronomie na vídeňské univerzitě vypomáhal na vídeňské hvězdárně Karlu von Littovi, Edmundu Weisovi, kteří jej spolu s ředitelem hvězdárny Theodorem von Oppolzerem uznávali a obdivovali. Všichni jmenovaní byli nápomocni jeho kariéře a jejich ženské protějšky a dcery připomenul v názvech jím objevených planetek: Augusty, Agathy, Klotildy, Adelindy, Irenaey, Anny, Coelestiny. Díky svým příznivcům se stal v roce 1870 asistentem vídeňské hvězdárny. O rok později nastoupil místo astronoma na hvězdárně ve švýcarské Ženevě, ale záhy na doporučení zmíněného E. Weise roku 1872 přijal místo vedoucího hvězdárny v chorvatské Pule.
V rámci jeho pobytu bylo hlavní náplní starat se o lodní chronometr. Na hvězdárně se ještě nacházel skromný patnácticentimetrový refraktor, se kterým brzy dokázal objevit své první planetky. Stal se prvním astronomem, kterému se podařilo objevit více než 50 planetek. Mezi jeho zájmy, kromě astronomie patřila i cyklistika, ve které se stal dokonce předsedou Klubu vídeňských mužů-jezdců. S první manželkou, která zemřela v roce 1901, vychoval sedm dětí, z nichž čtyři přežily svého otce. Podruhé se oženil v roce 1902. Zemřel na infarkt a byl pochován na centrálním hřbitově ve Vídni.

## Vědecká práce
Na rozdíl od jiných badatelů mu více záleželo na zajištění a spolehlivém určení dráhy nově nalezených nebeských těles, neboť mnoho z nich bylo ztraceno ještě předtím, než se podařilo zjistit parametry oběžné dráhy. Ve Vídni pořádal řadu přednášek i mimo univerzitu a to ve Spolku pro šíření vědeckých poznatků, ve vědeckém klubu, v lidových vysokoškolských kurzech. Přednášel např. o tom, jak se určuje čas, nebo o dalekohledu a jeho vývoji.
V roce 1880 se J. Palisa vzdal vedoucího místa v Pule a přijal místo prvního adjunkta na Vídeňské univerzitní hvězdárně, kde se nacházel 68centimetrový refraktor, tehdy největší na světě. Zde lokalizoval hlavní pás planetek, ve kterém obíhá většina planetek, ve vzdálenosti 2,2 až 3,6 astronomických jednotek a našel několik drah sahajících až k Marsu.
Společně s Maxem Wolfem v Heidelbergu vytvořil mimo jiné první hvězdný atlas pro hledání a identifikaci, ale také pro potřeby astrofyziky. Později vznikly fotografické Wolf-Palisovy hvězdné mapy na 210 listech.
J. Palisa zkoumal i Měsíc a Slunce, např. na expedici v roce 1883 za zatměním Slunce na Tahiti, a zabýval se též hledáním hypotetické planety Vulcanus, která se měla nacházet v blízkosti Slunce. Editoval dva hvězdné katalogy se 4700 přesnými polohami hvězd, které se staly důležitým základem pro zajištění drah planetek, za což obdržel v roce 1906 cenu Pařížské akademie. Kromě planetek pozoroval i meteory. Zabýval se i časovými pásy a zasadil se o zavedení středoevropského času v občanském životě.
První Palisou objevená planetka nese jméno (136) Austria (latinský název Rakouska) a je to také vůbec první planetka objevená z území tehdejšího Rakouska-Uherska. Názvy planetek (255) Oppavia (latinský název Opavy) a (257) Silesia (latinský název Slezska) odkazují na Palisovo rodiště.
Dvě z Palisových planetek byly navštíveny kosmickými sondami: (253) Mathilde sondou NEAR roku 1997 a (243) Ida sondou Galileo v roce 1993.

## Ocenění

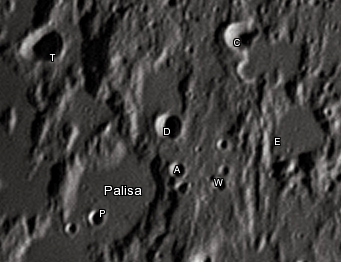
měsíční kráter Palisa

Byl významným rodákem Opavy, proto bychom se s jeho jménem mohli setkat např. na naučné cyklostezce po Opavsku, na pamětní desce na Horním náměstí v Opavě. Jelikož působil hlavně ve Vídni, má i u zdejšího planetária pamětní desku. V tomto městě byl i pohřben na
čestném místě centrálního hřbitova. Dále byly po něm pojmenovány:
- Hvězdárna a planetárium Johanna Palisy v Ostravě (do roku 2014)
- planetka (914) Palisa[5]
- měsíční kráter Palisa[6][7]

Významná ocenění:
- Rytířský kříž Franze Josefa za určování zeměpisné délky (1874)
- Lalandeova cena za znovuobjevení planetky Maja (66)
- Valtzova cena, udělená Francouzskou akademií v roce 1906 za to, že objevil skoro tolik planetek jako všichni ostatní astronomové dohromady[8].